# عبد الكريم القوقا
عبد الكريم القوقا 1962م -2006 ولد لعائلة مهاجرة من قرية حمامة فلسطين قضاء عسقلان إلى مدينة غزة. واحد من قيادات حركة فتح إبان الانتفاضة الفلسطينية الأولى عام 1987 في مدينة غزة، وأصبح أحد المطلوبين لقوات الاحتلال أو ما كان يعرف في فلسطين المطاردين. تمكن من الهرب إلى جمهورية مصر العربية بحرا عام 1989، حيث اعتقل لمدة ثمانية أشهر، وأبعد عن الأراضي المصرية إلى الجزائر في العام 1992. وفي الجزائر التقى لأول مرة محمد دحلان، الذي قام لاحقا بتعيينه ضابطا في جهاز الأمن الوقائي الفلسطيني بعد عودته إلى غزة إثر توقيع اتفاق أوسلو عام 1993.
شرع مع انطلاق انتفاضة الأقصي الفلسطينية عام 2000م يالقيام بأعمال ضد جيش الاحتلال الإسرائيلي في غزة مع مجموعة من الرجال المنشقين من أعضاء الأجهزة الأمنية الفلسطينية في قطاع غزة المنتمين حركتي فتح وحماس تحت اسم لجان المقاومة الشعبية، نجحو في القيام بعدد من العمليات النوعبة منها تفجير دبابة المركافا الأسرائيية شرق مدينة غزة مما أكسبهم شعبيية واسعة بين الفلسطينيين في قطاع غزة.

## اغتياله
وقد تعرض القوقا خلال الانتفاضة لثلاث محاولات اغتيال كادت أن تنال منه بدأت باستهداف سيارته في حي الزيتون شرق مدينة غزة ثم باستهداف منزله مرتين على التوالي من خلال طائرات الاباتشي والزوارق الحربية ونجا من جميعها كما أن اسمه برز في معظم قوائم المطلوبين الفلسطينيين في قطاع غزة.
في الثالثة نجحت إسرائيل في النيل من أبو يوسف عبر سيارة من نوع سوبارو تم توصيلها له، لتنفجر به وهو يهم بالنزول منها ليؤدي صلاة الجمعة في مسجد مرج لزهور بالقرب من جامعة القدس المفتوحة وسط مدينة غزة يوم31/3/2006م.
قامت أجهزة إعلام حماس بتوجيه الاتهام إلى محمد دحلان وغيره من القيادات الفتحاوية في قطاع غزة بتدبير عملية الاغتيال، الأمر الذي ثبت كذبه عندما قامت أجهزة أمن حماس بعيد انقلابها على السلطة الوطنية الفلسطينية في قطاع غزة بالكشف عن الشخص الذي قام بتنفيذ عملية الاغتيال، المدعو جمال الغندور، والذي ثبت لها من خلال التحقيق أنه عميل لجهاز الأمن الإسرائيلي الشاباك، والذي اعترف بأنه هو من سلم السيارة السوبارو المفخخة إلى السيد عبد الكريم القوقا.